# Coulterella bondarenkoi
Coulterella bondarenkoi är en plattmaskart som beskrevs av Timoshkin 2004. Coulterella bondarenkoai ingår i familjen Rhynchokarlingiidae och lever i Bajkalsjön.